# Steeven Ribéry
Steeven Ribéry (Boulogne-sur-Mer, 1995. november 7. –) francia labdarúgó, aki jelenleg az US Boulogne játékosa.

## Pályafutása
Fiatalon az RC Lens csapatában nevelkedett, majd 11 év után, 2013 nyarán elhagyta az akadémiát és a Stade Portelois csapatához igazolt. 2014 nyarán a Bayern München akadémiájához csatlakozott. Az U19-es csapatban 11 mérkőzésen 4 gólt szerzett.
2014. május 16-án debütált a Bayern München II csapatában az FC Augsburg II csapata elleni 2-0-ra elvesztett idegenbeli mérkőzésen.
2016. augusztus közepén aláírt a francia US Boulogne csapatához.

## Statisztika
2017. június 7. szerint
| Klub teljesítmény | Klub teljesítmény | Klub teljesítmény    | Bajnokság | Bajnokság | Kupa      | Kupa      | Nemzetközi | Nemzetközi | Összesen | Összesen |
| Szezon            | Klub              | Bajnokság            | Mérkőzés  | Gólok     | Mérkőzés  | Gólok     | Mérkőzés   | Gólok      | Mérkőzés | Gólok    |
| Németország       | Németország       | Németország          | Bajnokság | Bajnokság | DFB-Pokal | DFB-Pokal | UEFA       | UEFA       | Összesen | Összesen |
| ----------------- | ----------------- | -------------------- | --------- | --------- | --------- | --------- | ---------- | ---------- | -------- | -------- |
| 2013–14           | Bayern München II | Regionalliga Bayern  | 2         | 0         | 0         | 0         | -          | -          | 2        | 0        |
| 2014–15           | Bayern München II | Regionalliga Bayern  | 27        | 4         | 0         | 0         | -          | -          | 27       | 4        |
| 2015–16           | Bayern München II | Regionalliga Bayern  | 19        | 1         | 0         | 0         | -          | -          | 19       | 1        |
| 2016–17           | US Boulogne       | Championnat National | 1         | 0         | 0         | 0         | -          | -          | 1        | 0        |
| Teljes karrier    | Teljes karrier    | Teljes karrier       | 49        | 5         | 0         | 0         | 0          | 0          | 49       | 5        |

## Család
Bátyja, Franck Ribéry aki a Francia labdarúgó-válogatott és az FC Bayern München labdarúgója.